# 아이차 아이신 투란
아이차 아이신 투란(튀르키예어: Ayça Ayşin Turan, 1992년 10월 25일 ~ )은 터키의 배우이다.

## 출연
- 수호자 (드라마)